# 全球标准地层年代
| 年代地层学中的岩（岩层）段 | 地质年代学中的时间跨度 | 地质年代学单位 备注              |
| -------------------------- | ---------------------- | -------------------------------- |
| 宇                         | 宙                     | 总计4个，5亿年或更长时间。       |
| 界                         | 代                     | 定义了10个，数亿年。             |
| 系                         | 纪                     | 定义了22个，数千万至1亿年。      |
| 统                         | 世                     | 定义了34个，数千万年。           |
| 阶                         | 期                     | 定义了99个，数百万年。           |
| 带                         | 时                     | 期的细分，国际地层委员会不采用。 |

在地质学的分支学科地层学中，全球标准地层年代（缩写为GSSA）是地质记录中一种按时间顺序排列的参考点和标准，用于年代地层中的有用岩层来定义整个地质年代范围内不同地质期、世或期之间的边界（一种国际认可的基准点）。自1974年以来，全球范围内的多种学科一直在不断努力，以确定此类重要指标。点位和地层需要分布广泛，并包含可识别的地层次序或其他明确的标志（可识别或可量化）属性。
“全球标准地层年代”以及通常较新并被首选的基准-全球界线层型剖面和点位均由国际地层学委员会（ICS）在上级组织国际地质科学联合会（IUGS）的支持下进行定义，主要用于界定6.3亿年前且缺少良好化石记录的岩层年代。国际地层学委员会在制订“全球标准地层年代”基准过程中，首先尝试符合全球界线层型剖面和点位规范（见下文）， 一旦达不到这一点，通常将有足够的信息对几种相冲突的备用设想和提议进行初选。
在大约5.42亿年前，地质记录变得时好时坏、参差不齐，这是因为地球地壳在地质年度范围内不断被地质构造和风化作用力循环改变，使能作为时间参照的较古老岩石和特别容易接近的裸露地层非常罕见。
对于最近的年代，主要通过依据古生物学和化石年代测定法制定的全球界线层型剖面和点位来定义此类边界。与此相比，全球标准地层年代依据的则是特定地层剖面内的重要事件及其过渡。但在较老的剖面中，并没有足够的化石记录或保存完好的剖面来确定所需的关键事件，因此，全球标准地层年代是根据固定日期和选定标准所定义。